# Kopisty
Kopisty (deutsch Kopitz) war ein Ortsteil der Stadt Most in Tschechien. Er lag nördlich von Most am Bílý potok (Weißbach, früher Goldfluß) im Nordböhmischen Becken. Durch die Ausweitung des Kohleabbaus wurde Kopisty 1979 größtenteils beseitigt und nach Most in den Stadtteil Starý Most umgesiedelt. Der Katastralbezirk Kopisty gehört heute zum Ortsteil Starý Most.

## Geschichte
Die erste schriftliche Erwähnung in den Urkunden der Gründung des Kapitels von Leitmeritz stammt aus dem Jahr 1057. Im 13. Jahrhundert gehörte es vermutlich anteilig dem Kloster Ossegg. 1227 schenkte der kinderlose Kojata IV. von Hrabischitz einen Teil von Kopist den Kreuzherren mit dem doppelten roten Kreuz des Klosters Zderaz. Ein weiterer Teil blieb vermutlich in der Hand des Adels, belegt durch die Verwendung des Präfix durch Chotebor von Kopist 1238 und Detrich von Kopist 1264. Auch in den darauffolgenden Jahrhunderten blieb Kopist zweigeteilt.
Das Eigentum des Klosters wurde im 14. Jahrhundert an die Kerung von Lom (Kerunkové z Lomu) verkauft, die es vermutlich an das Kloster Chemnitz weiterverkauften (1344–1366). Nach 1366 wechselten die Eigentümer in rascher Folge, meist waren es Junker oder Angehörige des Kleinadels. 1405 ließ Wenzel von Mrzlitz die hiesige Veste erbauen. Diese wurde durch Hussiten zerstört und 1510 wieder aufgebaut. Weitere Eigentümer des Ortes waren die Herren von Hochhaus (1439–1510), Smolik von Slawitz (1510–1533), Sekerka von Sedschitz. Seit 1543 gehörte ein Teil der Stadt Brüx, der andere Johann von Weitmühl, Herr auf der Brüxer Landeswarte. Nachdem die Stadt 1595 auch die Brüxer Burg mit den zugehörigen Gütern erworben hatte, führte sie ihre Güter in einer Domäne mit Sitz in Kopitz zusammen. 1620 lebten im Ort 14 Landwirte, 32 Häusler, 1 Gärtner und 15 Landlose. 1651 waren es 106 Personen. Im Jahre 1726 kaufte die Stadt Brüx noch das Gut Jahnsdorf und 1736 das Gut Kummerpursch auf und vereinigte beide mit Kopitz.
Im Jahre 1844 umfasste die Herrschaft Kopitz eine Nutzfläche von insgesamt 13.175 Joch 32 Quadratklafter, davon entfielen 13.154 Joch 1492 Quadratklafter die Güter Kopitz und Jahnsdorf sowie 20 Joch 140 Quadratklafter auf den Kummerburscher Hof. Auf dem Gebiet lebten 3581 deutschsprachige Personen, darunter zwei protestantische und eine jüdische Familie. Haupterwerbsquellen bildeten Landwirtschaft und Viehzucht. Die Obrigkeit bewirtschaftete die zehn Meierhöfe Kopitz, Stoppelhof, Marowes, Sabnitz, Rösselhof, Tschöppern, Kummerbursch, Triebschitz, Haberhof und Jahnsdorf sowie vier Schäfereien in Tschöppern, Tschausch, Kummerbursch und Sabnitz. Zur Herrschaft gehörten die Dörfer Kopitz, Plan (Pláň), Tschausch, Triebschitz (Třebušice), Kummerbursch bzw. Kummerpursch, Rosenthal, Hawran, Sabnitz (Saběnice), Marowes (Moravěves), Tschöppern, Würschen (Vršany), Skyritz (Skyřice), Welbuditz (Velebudice), Jahnsdorf, Kreuzweg, Launitz, Böhmisch-Einsiedel sowie 16 Häuser von Hammer und die 15 Häuser der Brüxer Göhrn. Gemeinschaftlich mit der Herrschaft Kopitz unterstand auch das Gut Seydowitz (Židovice) der Gerichtsbarkeit und politischen Verwaltung durch den Brüxer Magistrat, es wurde jedoch in der Landtafel und im Steuerkataster separat geführt. Das Dorf Kopitz bestand aus 74 Häusern mit 387 Einwohnern. Im Ort gab es die Filialkirche Fronleichnam Christi, eine Filialschule, einen obrigkeitlichen Meierhof, ein dominikales Bräuhaus, ein dominikales Branntweinhaus, ein Wirtshaus sowie zwei emphytheutische Mühlen, von denen eine dem Brüxer Spital zum hl. Geist zinsbar war. Pfarrort war Tschausch. Bis zur Mitte des 19. Jahrhunderts bildete Kopitz das Amtsdorf der Herrschaft Kopitz.

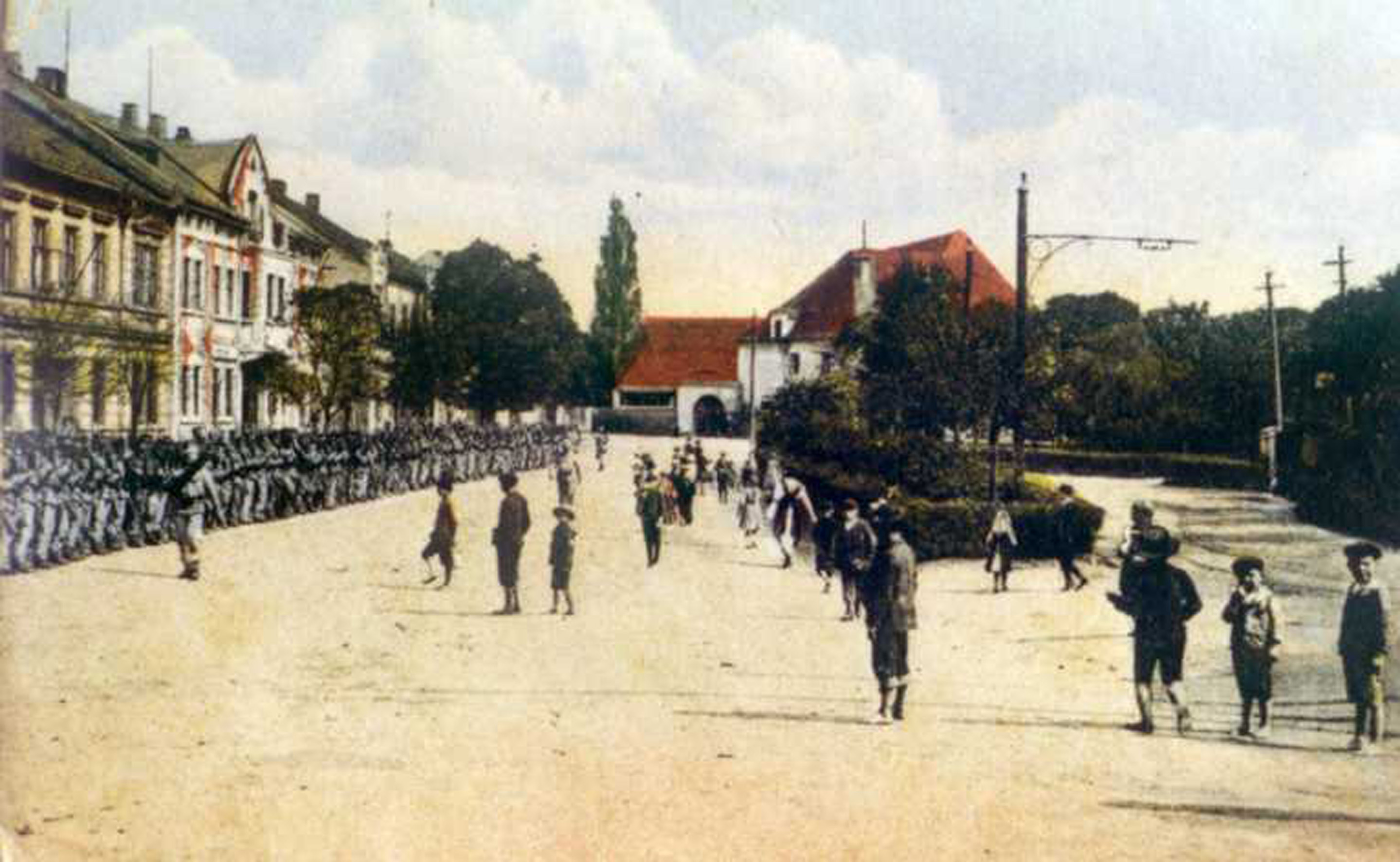
Dorfplatz mit Straßenbahntrasse (nach 1901)

Nach der Aufhebung der Patrimonialherrschaften bildete Kopitz ab 1850 mit den Ortsteilen Rosenthal, Paredl und Plan eine Gemeinde im Saatzer Kreis und Gerichtsbezirk Brüx. Ab 1868 gehörte das Dorf zum Bezirk Brüx. 1876 wurde der Verkehr auf der Bahnstrecke Brüx–Ossegg aufgenommen.
Die Aufnahme der Braunkohlentiefbaugruben Julius II (1878), Julius III (1882), Julius IV (1891) und Habsburg (später Minerva; 1890), führten zu einem explosionsartigen Bevölkerungsanstieg. Am 5. August 1901 nahm die Brüxer Strassenbahn- und Elektrizitäts-Gesellschaft AG den Verkehr auf der Elektrischen Überlandstraßenbahn Brüx – Johnsdorf auf. 1911 wurde Kopitz zur Stadt erhoben.
Im Jahre 1930 lebten in Kopitz mit seinen Ortsteilen 8357 Personen, davon waren 5932 Tschechen. Die Stadt selbst hatte 5455 Einwohner. In Folge des Münchner Abkommens wurde Kopitz 1938 dem Deutschen Reich zugeschlagen und gehörte bis 1945 zum Landkreis Brüx. Im Jahre 1939 hatte Kopitz einschließlich der Ortsteile 6752 Einwohner. Am 1. April 1941 wurde Kopitz in die Kreisstadt Brüx eingemeindet.
Nach dem Ende des Zweiten Weltkrieges kam Kopisty zur Tschechoslowakei zurück und die deutschböhmische Bevölkerung wurde vertrieben und ihr Vermögen durch das Beneš-Dekret 108 konfisziert.
Im Jahre 1949 wurde der Ortsteil Růžodol einschließlich der Siedlung Důl Julius III nach Litvínov umgemeindet. Wegen des fortschreitenden Braunkohlentagebaubetriebs wurde Kopisty 1979 devastiert.
Die gotische Kirche des Corpus Christi (1352) mit der Skulptur der Madonna (1380) ging verloren. Die Statue des Hl. Florian (1739) von Johann Adam Dietz wurde nach Wteln verlegt.